# Musella lasiocarpa
Musella lasiocarpa (Franch.) C.Y.Wu ex H.W.Li – gatunek rośliny z rodziny bananowatych reprezentujący monotypowy rodzaj Musella (A. R. Franchet) H. W. Li (1978). Bywa też włączany do rodzaju Ensete jako E. lasiocarpum. Roślina występuje w południowych Chinach w prowincjach Kuejczou i Junnan. W naturze rosła na górskich stokach na rzędnych 1500–2500 m n.p.m., ale współcześnie nie zachowały się dzikie populacje z powodu zniszczenia naturalnych siedlisk – gatunek przetrwał tylko w uprawie.
Roślina uznawana jest za świętą przez buddyjskich mnichów z południowych Chin. Wyróżnia się efektownym kwiatostanem kwitnącym przez 250 dni. Sadzona jest nie tylko jako ozdobna, ale też miododajna, warzywo (ma jadalną łodygę, z której sporządza się także fermentowany napój), roślina pastewna i lecznicza. Z rośliny pozyskuje się włókna do sporządzania sznurów i wykorzystuje leczniczo.

## Morfologia
PokrójOkazała bylina kłączowa tworząca liczne, kępiasto skupione nibyłodygi tworzone ze stulonych, sztywnych pochew liści, u nasady osiągające do 15 cm średnicy i wyrastające na wysokość do 60 cm.
LiścieSkrętoległe, o całobrzegiej, sinawej blaszce liściowej osiągającej 50 cm długości i 20 cm szerokości. Nasada wąskoeliptycznej blaszki jest zaokrąglona, a wierzchołek zaostrzony.
KwiatyZebrane w wyrastający szczytowo lub u nasady nibyłodygi gęsty, stożkowaty kwiatostan o wysokości 20–25 cm. Kwiaty wyrastają po 8–10 w dwóch szeregach u nasady okazałych, trwałych, żółtych lub żółtopomarańczowych podsadek. W szczytowej części kwiatostanu rozwijają się kwiaty męskie, a w dolnej żeńskie i obupłciowe. Okwiat składa się z listków wyrastających w dwóch okółkach. Pięć działek (wszystkie zewnętrzne i 2 z okółka wewnętrznego) zrośnięte są ze sobą i na szczycie z pięcioma ząbkami. Jeden, drobny listek z okółka wewnętrznego pozostaje wolny. Pręcików jest 5. Słupek jest pojedynczy o dolnej, trójkomorowej, pojedynczej zalążni, w każdej komorze z licznymi zalążkami.
OwoceJajowate, trójkanciaste, suche i owłosione jagody zawierające liczne nasiona o średnicy 5–6 mm.

## Systematyka
Gatunek pierwotnie opisany został jako należący do rodzaju banan Musa i reprezentujący odrębną sekcję Musella Franchet, J. Bot. (Morot) 3: 329. 1889. Później wyodrębniony został jako osobny, monotypowy rodzaj. Wspólnie w rodzajem Ensete tworzy grupę siostrzaną dla rodzaju banan Musa. Ze względu na pokrewieństwo z Ensete bywa włączany do tego rodzaju jako Ensete lasiocarpum (Franch.) Cheesman.